# José Naya
José Naya (25 de juliol de 1896 - 29 de gener de 1977) fou un futbolista internacional uruguaià, medallista olímpic el 1924.

## Biografia
Naya va jugar professionalment al Liverpool Fútbol Club de Montevideo. Amb la selecció de futbol de l'Uruguai va aconseguir la medalla d'or als Jocs Olímpics d'estiu de 1924 a París. En aquesta oportunitat, Naya va ser titular en dos partits: contra França (amfitriona) i contra els Estats Units.